# Na Boquinha da Garrafa (canção)
Na Boquinha da Garrafa é uma canção de pagode do grupo brasileiro Companhia do Pagode, lançado em 1995 como primeiro single do álbum homônimo. A canção e sua coreografia, de caráter sexual, se tornou um êxito na América espanhola, onde versões em espanhol, como El baile de la botella de Joe Luciano. O grupo É o Tchan! também regravaram a música.